# Эри, Луи
Луи Эмиль Эри (фр. Louis Héry, 15 октября 1801 — 27 октября 1856) — французский баснописец и исследователь, известный как автор первых текстов на реюньонском креольском языке.

## Биография
Луи Эмиль Эри родился 15 октября 1801 года в Редоне.
В 1820 году он прибыл на остров Реюньон в город Сен-Дени, чтобы управлять имениями и сахарным заводом, которыми владели две его двоюродных сестры. Однако это занятие ему не понравилось, и он предпочёл стать учителем в Королевском коллеже города Сен-Дени.
Некоторое время спустя Эри вернулся во Францию, чтобы получить диплом бакалавра гуманитарных наук. Получив новую степень, он вновь приехал на Реюньон и вернулся к той же работе. Однако его не удовлетворяли заработная плата и дисциплина, из-за чего он, оставив свой пост, основал частную школу в Сент-Сюзане, которую позднее перенёс в коммуну Сент-Андре. В 1844 году он вернулся в Королевский коллеж в качестве преподавателя риторики.
В 1828 году Эри опубликовал свой первый сборник басен, который получил название «Креольские басни, посвящённые дамам острова Бурбон» (Fables créoles dédiées aux dames de l'île Bourbon), ставший первым произведением, написанным на реюньонском креольском языке.
Также Луи Эри был одним из первых, кто в своих трудах затронул вопрос о том, что на территории Силаоса существуют горячие источники. Около 1828 года он писал, что эти источники уже были известны во времена губернатора Реюньона Пьера Бернара Милюса (1773—1829 гг.).
В 1855 или 1856 году Луи Эмиль Эри стал членом Общества наук и искусств Реюньона.
Луи Эмиль Эри скончался в 1856 году.